# 214P/LINEAR
214P/LINEAR, też LINEAR 22 – kometa krótkookresowa, należąca do rodziny Jowisza. 

## Odkrycie
Kometa została odkryta 7 lutego 2002 roku w ramach programu obserwacyjnego LINEAR.

## Orbita komety i właściwości fizyczne
Orbita komety 214P/LINEAR ma kształt elipsy o mimośrodzie 0,49. Jej peryhelium znajduje się w odległości 1,84 j.a., aphelium zaś 5,37 j.a. od Słońca. Jej okres obiegu wokół Słońca wynosi 6,84 roku, nachylenie do ekliptyki to wartość 15,23˚.
Jądro tej komety ma rozmiary maks. kilku km.